# Kolonowskie
Kolonowskie est une ville de Pologne, située dans le sud du pays, dans la voïvodie d'Opole. Elle est le siège de la gmina de Kolonowskie, dans le powiat de Strzelce Opolskie.